# Eudendrium ramosum
Eudendrium ramosum (Linnaeus, 1758) è un idrozoo della famiglia Eudendriidae.

## Habitat e distribuzione
Strettamente bentonico cresce su fondali duri. Costituisce la preda tipica di molte specie di Nudibranchia (ad esempio Flabellina affinis, Flabellina iodinea, Cuthona caerulea, Cratena peregrina ecc).
Vive nelle acque del Mare del Nord, delle isole britanniche, nel Golfo del Messico, nel Mediterraneo e nel Mar Rosso.